# Paula Alcocer
Paula Alcocer (Salamanca, Guanajuato, 25 de septiembre de 1920 - Guadalajara, Jalisco, 12 de enero de 2014) fue una escritora mexicana. Vivió su niñez en EE. UU. Regresó a México a los doce años. 
Estudió Química Farmacéutica en su estado natal. En 1953 se trasladó a Guadalajara. 
Publicó libros de poemas: Párvula voz, Guanajuato, Universidad de Guanajuato, 1950. Poemas, Guanajuato, El gallo pitagórico, 1951. Entre la fiesta y la agonía, Guadalajara, Casa de la Cultura Jalisciense, 1960. Muerte en junio, Guadalajara, Ediciones del Gobierno de Jalisco, 1980. Aún hay sol en las bardas, Guadalajara, Secretaría de Cultura de Jalisco, 1996. De la vejez y otra alborada, Guadalajara, Secretaría de Cultura de Jalisco, 1999. Tiempo de ángeles, Guadalajara, Secretaría de Cultura de Jalisco, 2000. 
Falleció el 12 de enero de 2014, en Guadalajara, Jal.

## Obra publicada
- Párvula voz, Guanajuato, Universidad de Guanajuato, 1950
- Poemas, Guanajuato, El gallo pitagórico, 1951
- Entre la fiesta y la agonía, Guadalajara, Casa de la Cultura Jalisciense, 1960
- Muerte en junio, Guadalajara, Ediciones del Gobierno de Jalisco, 1980
- Aún hay sol en las bardas, Guadalajara, Secretaría de Cultura de Jalisco, 1996
- De la vejez y otra alborada, Guadalajara, Secretaría de Cultura de Jalisco, 1999
- Tiempo de ángeles, Guadalajara, Secretaría de Cultura de Jalisco, 2000.